# Anna-Karin Holm
Anna-Karin Holm, född 6 oktober 1934 i Malmö, är en svensk tandläkare. 
Holm, som är dotter till ingenjör Karl Nordberg och Maria Kristoffersson, avlade tandläkarexamen vid Tandläkarhögskolan i Malmö 1959 samt blev odontologie doktor och docent vid Umeå universitet 1975. Hon var barntandläkare vid Eastmaninstitutet i Stockholm 1960–1962, skoltandläkare vid Stockholms stad 1962–1965, assisterande tandläkare och biträdande övertandläkare vid Umeå universitet 1965–1982 samt blev professor och övertandläkare vid Umeå universitet 1982. Hon har författat skrifter inom epidemiologi och tandhälsovård.